# A Line of Deathless Kings
| Críticas profissionais | Críticas profissionais |
| Avaliações da crítica  | Avaliações da crítica  |
| Fonte                  | Avaliação              |
| ---------------------- | ---------------------- |
| AllMusic               | [ 1 ]                  |

A Line of Deathless Kings é o nono álbum de estúdio da banda inglesa de doom metal My Dying Bride e foi lançado em 9 de outubro de 2006
O baterista desse álbum (John Bennett da banda The Prophecy) não foi incluído. Este é o único álbum em que ele aparece. Ele substituiu o baterista anterior Shaun Steels, que deixou a banda depois de uma lesão significava na perna por movimentos repetitivos que não o permitia tocar em tempo integral por medo de piorar sua condição.
Após o lançamento do álbum e com o improvável retorno iminente de Steels, Dan Mullins (das bandas Thine, Bal-Sagoth, The Axis of Perdition, Sermon of Hypocrisy, Kryokill e outras) foi recrutado pela banda como baterista permanente. Lena Abé também substituiu Adrian Jackson no baixo.
O álbum foi precedido pelo EP Deeper Down de 18 de setembro de 2006. O vídeoclipe para "Deeper Down" aparece na versão CD do álbum. Ele foi dirigido por Charlie Granberg, que também dirigiu os videoclipes "My Twin" e "Deliberation" da banda Katatonia.

## Lista de faixas
| N.º            | Título                            | Duração |  |
| 1.             | "To Remain Tombless"              | 6:06    |  |
| 2.             | "L'Amour Détruit"                 | 9:08    |  |
| 3.             | "I Cannot Be Loved"               | 7:04    |  |
| 4.             | "And I Walk with Them"            | 6:37    |  |
| 5.             | "Thy Raven Wings"                 | 5:22    |  |
| 6.             | "Love's Intolerable Pain"         | 6:14    |  |
| 7.             | "One of Beauty's Daughters"       | 5:40    |  |
| 8.             | "Deeper Down"                     | 6:28    |  |
| 9.             | "The Blood, the Wine, the Roses"" | 8:21    |  |
| Duração total: | Duração total:                    | 61:10   |  |

## Créditos
- Aaron Stainthorpe – vocal
- Andrew Craighan – guitarra
- Hamish Glencross – guitarra
- Adrian Jackson – baixo
- Sarah Stanton – teclado
- Shaun Taylor-Steels – bateria

Créditos adicionais
- John Bennett – bateria